# Lissotrachelus ferrugineonotatus
Lissotrachelus ferrugineonotatus är en insektsart som beskrevs av Brunner von Wattenwyl 1893. Lissotrachelus ferrugineonotatus ingår i släktet Lissotrachelus och familjen syrsor. Inga underarter finns listade i Catalogue of Life.